# Edmund Baidoo
Edmund Baidoo (* 30. Januar 2006) ist ein ghanaischer Fußballspieler.

## Karriere
Baidoo begann seine Karriere beim AsanSka FC. Im März 2024 wechselte er nach Norwegen zum Zweitligisten Sogndal Fotball. Im April 2024 gab er sein Debüt in der 1. Division. Insgesamt kam er für Sogndal zu 19 Zweitligaeinsätzen, in denen er sieben Tore erzielte.
Nach fünf Monaten in Norwegen wechselte Baidoo im August 2024 zum österreichischen Bundesligisten FC Red Bull Salzburg, bei dem er einen bis 2029 laufenden Vertrag erhielt.